# معهد تكنولوجيا المعلومات (جامعة سوهاج)
معهد تكنولوجيا المعلومات فرع سوهاج تم إنشائه بناءاً على بروتوكول التعاون الموقع بين جامعة سوهاج ووزارة الاتصالات وتكنولوجيا المعلومات، وذلك بالحرم الجامعي الجديد.

## النشأة
مساحة المعهد التي تم تخصيصها تبلغ 2000 متر مربع لصالح وزارة الاتصالات وتم البدء تنفيذ مبنى المعهد خلال 6 أشهر، وذلك من أجل تقديم عدد من الخدمات في مقدمتها تنفيذ دورات متخصصة لإعداد المدربين من أعضاء هيئة التدريس بكليات الجامعة تنظيم مجموعة من المؤتمرات عن أحدث التكنولوجيات الداعمة للعقل المعرفي والإبداعى المشاركة في نشر ثقافة الإبداع والابتكار على مستوى الجامعات دعم المبدعين من خلال التعاون بين المعهد وأجهزة وزارة الاتصالات.
المعهد جاء تنفيذاً لتوجيهات القيادة السياسية بضرورة تعميم مشروع التحول الرقمي في كافة المحافظات، وذلك تحقيقاً لرؤية مصر 2030 للتنمية المستدامة، المعهد سيكون إضافة قوية لجامعة سوهاج لتقديم البرامج التدريبية المختلفة لشباب الجامعة من الخريجين في جميع التخصصات، بهدف تأهيليهم للمنافسة بسوق العمل  بمجال تكنولوجيا المعلومات ودخول عصر الذكاء الاصطناعي لمواكبة الأحداث والتطورات العالمية المتسارعة.